# Gare de Collioure
La gare de Collioure est une gare ferroviaire française de la ligne de Narbonne à Port-Bou (frontière), située sur le territoire de la commune de Collioure, dans le département des Pyrénées-Orientales en région Occitanie.
Elle est mise en service en 1866 par la Compagnie des chemins de fer du Midi et du Canal latéral à la Garonne. 
C'est une gare de la Société nationale des chemins de fer français (SNCF), desservie par des trains express régionaux TER Occitanie.

## Situation ferroviaire
Établie à 21 mètres d'altitude, la gare de Collioure est située au point kilométrique (PK) 494,669 de la ligne de Narbonne à Port-Bou (frontière), entre les gares d'Argelès-sur-Mer et de Port-Vendres-Ville.

## Histoire
La gare de Collioure est mise en service le 21 mars 1866 par la Compagnie des chemins de fer du Midi et du Canal latéral à la Garonne, lorsqu'elle ouvre à l'exploitation la section de la gare de Perpignan à celle de Collioure. Les travaux de construction de la ligne et de la gare ont été financés et réalisés par l'État, du fait de l'importance plus stratégique qu'économique de ce prolongement.
Son électrification et sa mise en signalisation de type BAL sont opérées en 1982.

## Fréquentation
En 2014, selon les estimations de la SNCF, la fréquentation annuelle de la gare était de 82 674 voyageurs.
De 2015 à 2021, selon les estimations de la SNCF, la fréquentation annuelle de la gare s'élève aux nombres indiqués dans le tableau ci-dessous. :
| Année     | 2015   | 2016   | 2017   | 2018   | 2019    | 2020   | 2021   | 2022    | 2023    |
| --------- | ------ | ------ | ------ | ------ | ------- | ------ | ------ | ------- | ------- |
| Voyageurs | 89 884 | 68 177 | 97 534 | 82 088 | 101 806 | 61 975 | 85 175 | 119 244 | 166 104 |

## Service des voyageurs

### Accueil
Gare SNCF, elle dispose d'un bâtiment voyageurs, avec guichet, ouvert du lundi au vendredi, fermé du samedi au dimanche. Elle est équipée d'un automate pour l'achat de titres de transport TER.
Il est décidé en 2021 de faire de la gare une Smart Station, permettant l'ouverture et la fermeture automatisée des bâtiments afin de permettre aux voyageurs de s'abriter des intempéries.

### Desserte
Collioure est desservie par des trains du réseau TER Occitanie qui circulent entre Perpignan et Cerbère. Certains trains sont prolongés au-delà de Perpignan vers Narbonne, puis Toulouse-Matabiau ou Nîmes et Avignon-Centre, tandis que d'autres sont prolongés au-delà de Cerbère vers Portbou. Le temps de trajet est d'environ 20 minutes depuis Perpignan et d'environ 25 minutes depuis Cerbère.
L'Intercités de nuit, reliant Paris-Austerlitz à Cerbère, dessert également la gare, pendant les week-ends et les vacances uniquement.

### Intermodalité
Un parking pour les véhicules est aménagé. 

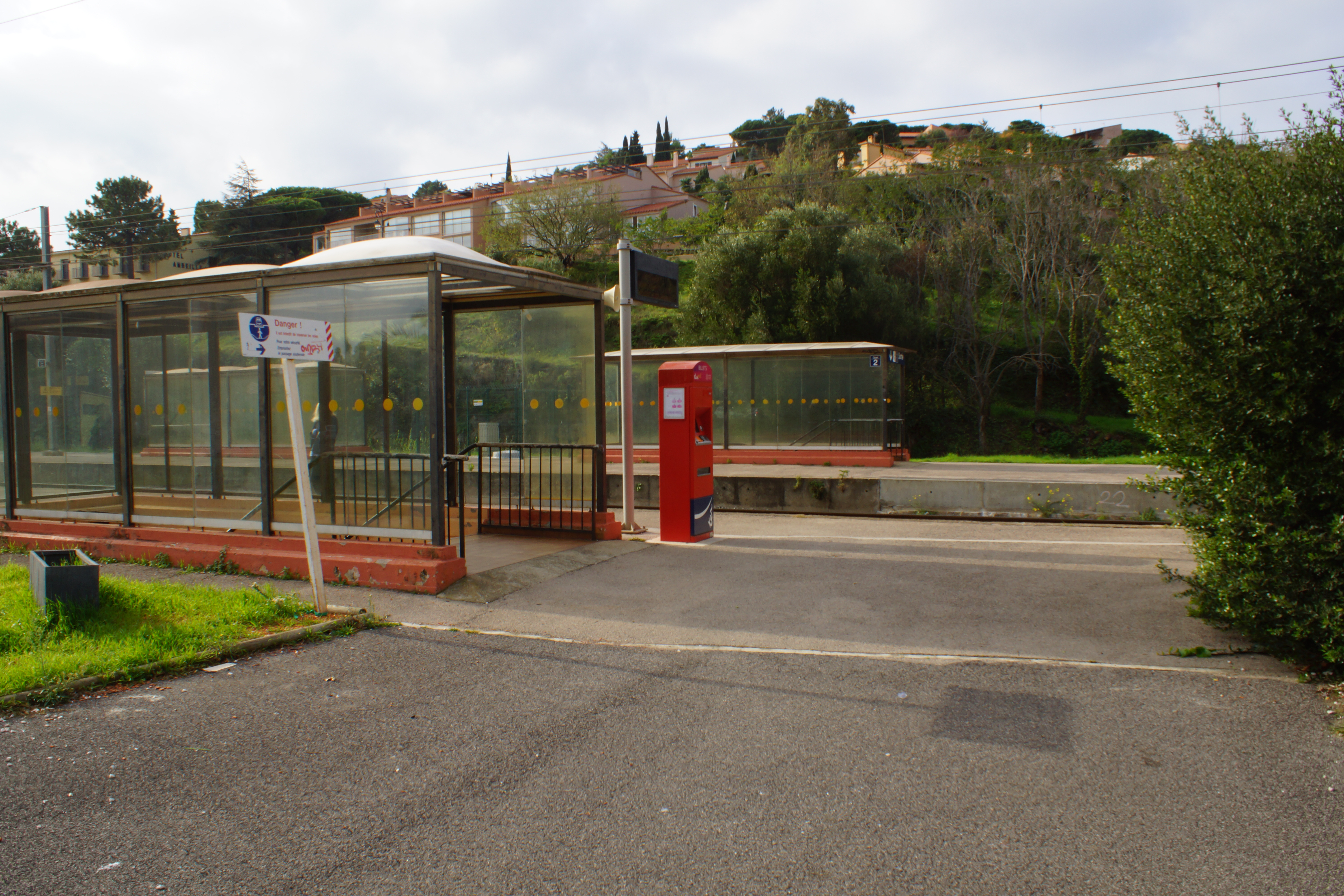
Abris et automate.
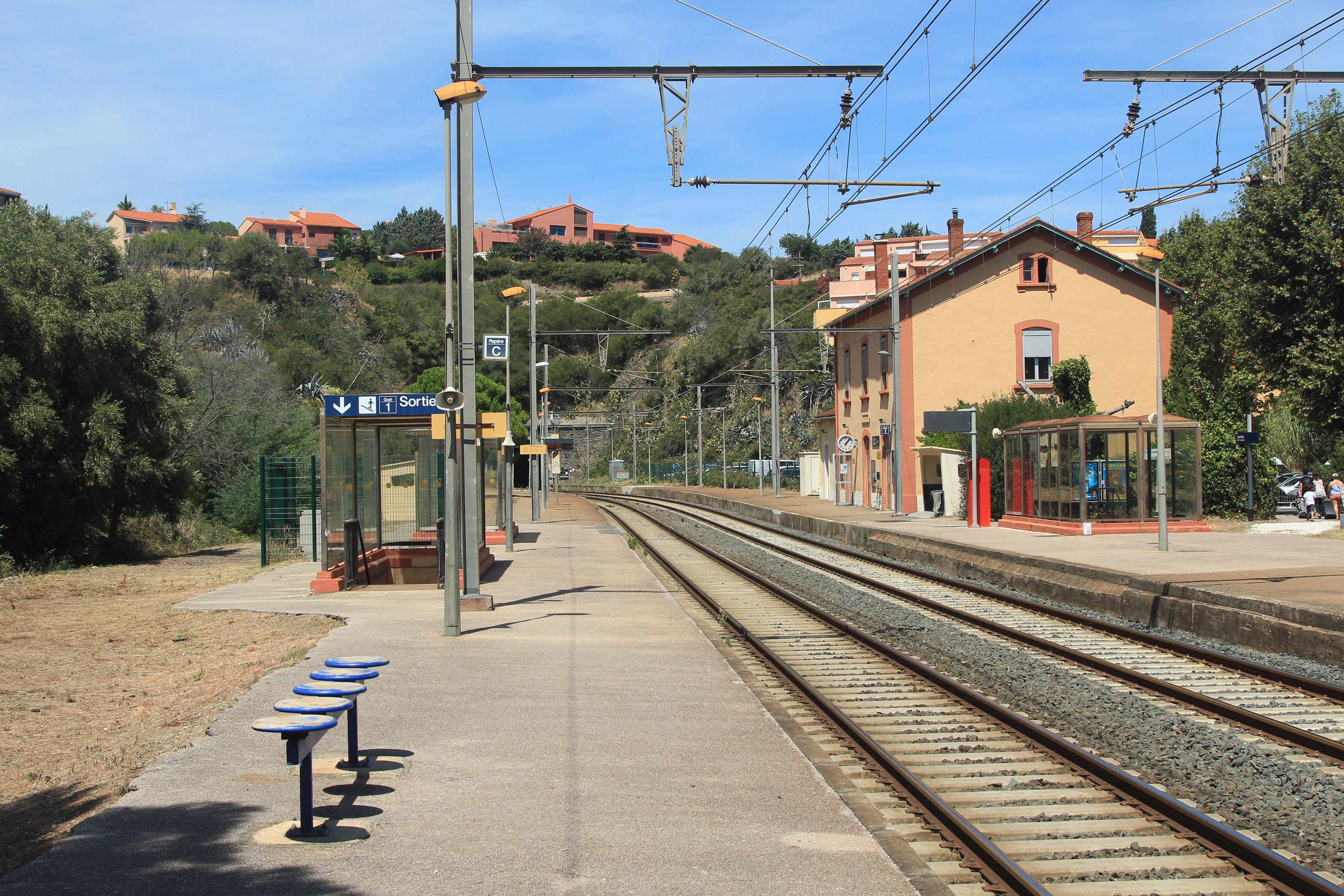
Vue vers Perpignan.
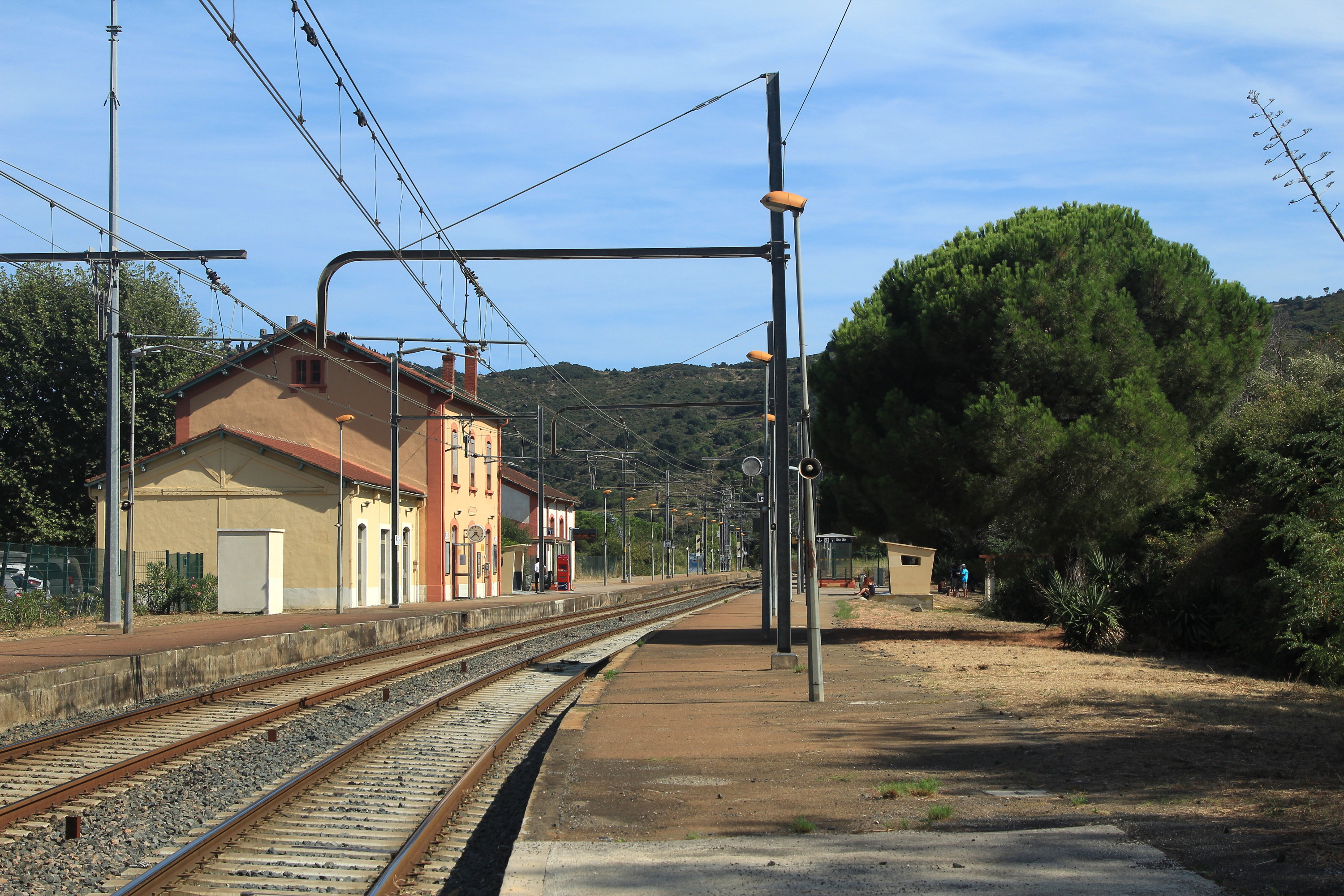
Vue vers Cerbère.
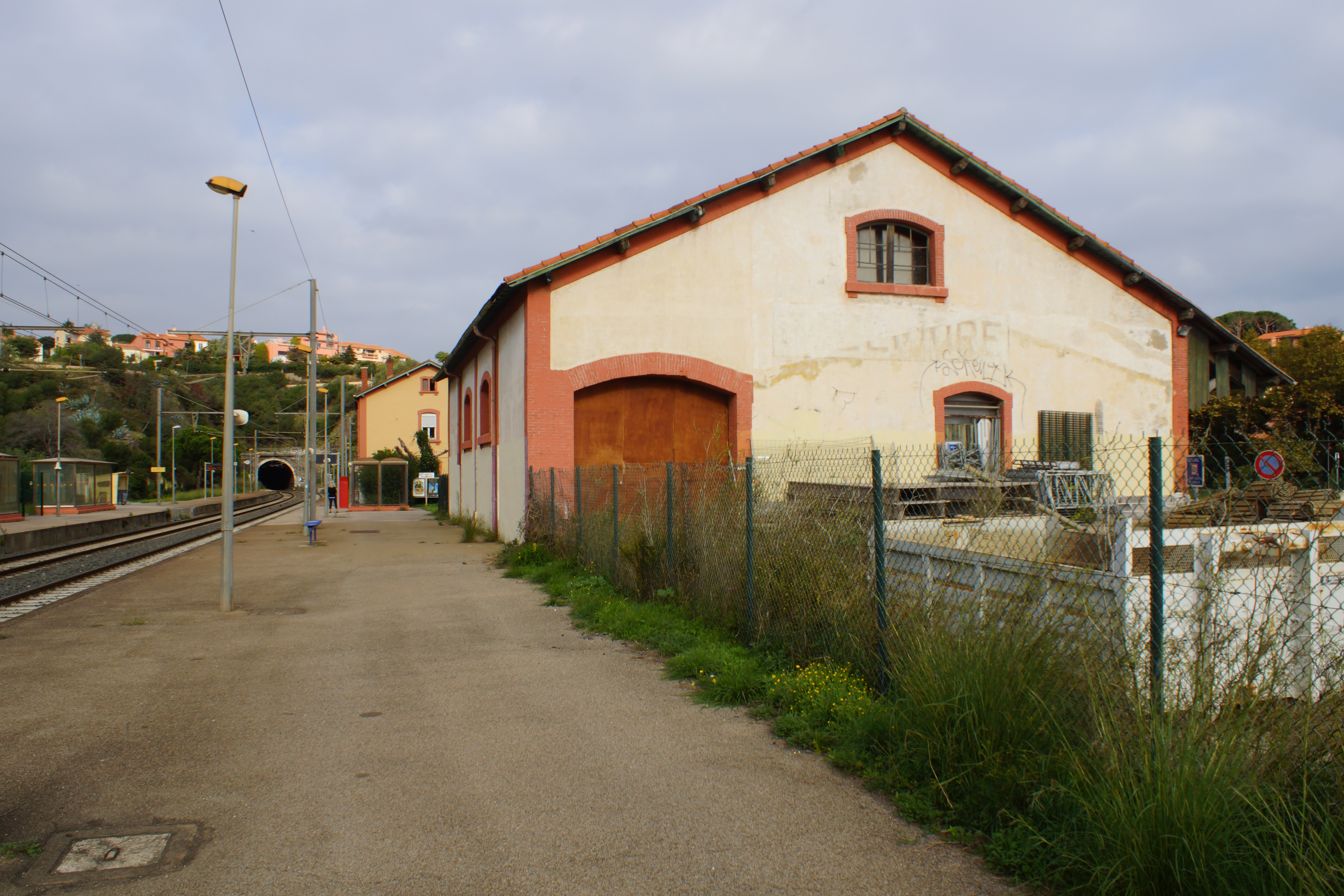
Ancienne halle à marchandises.